# Opisthodontosaurus carrolli
Opisthodontosaurus carrolli è un rettile estinto, appartenente ai captorinidi. Visse nel Permiano inferiore (circa 288 - 289 milioni di anni fa) e i suoi resti fossili sono stati ritrovati in Nordamerica.
Questo animale era di piccole dimensioni e non doveva superare i 30 centimetri di lunghezza. Il corpo doveva essere piuttosto simile a quello di una tozza lucertola. Il cranio era fornito di una dentatura caratteristica, con numerosi denti di grosse dimensioni e dalla punta smussata, evidentemente adatti a una dieta durofaga. Prima della descrizione ufficiale di Opisthodontosaurus, avvenuta nel 2015, i resti frammentari di dentature e mascelle di questo taxon erano stati attribuiti all'anfibio microsauro Euryodus primus; ciò ha dimostrato un eccezionale caso di convergenza evolutiva tra due taxa appartenenti a due cladi solo lontanamente imparentati. 
I fossili di Opisthodontosaurus vennero ritrovati in una cava di calcare nei pressi di Richards Spur, in Oklahoma, una zona che ha restituito numerosi resti fossili di tetrapodi del Permiano inferiore. Opisthodontosaurus è considerato un rappresentante dei captorinidi, un gruppo di rettili arcaici ritenuti vicini all'origine dei diapsidi. 
Uno studio pubblicato nel 2018 ha indicato che i denti acrodonti della mandibola di Opisthodontosaurus erano soggetti a sostituzione, come avveniva negli altri captorinidi. Questo studio mostra che la dentatura acrodonte (in cui i denti si attaccano all'apice della mandibola) non precludeva la sostituzione dei denti, come invece precedentemente ritenuto.